# Donnersbergerstraße 54 (München)

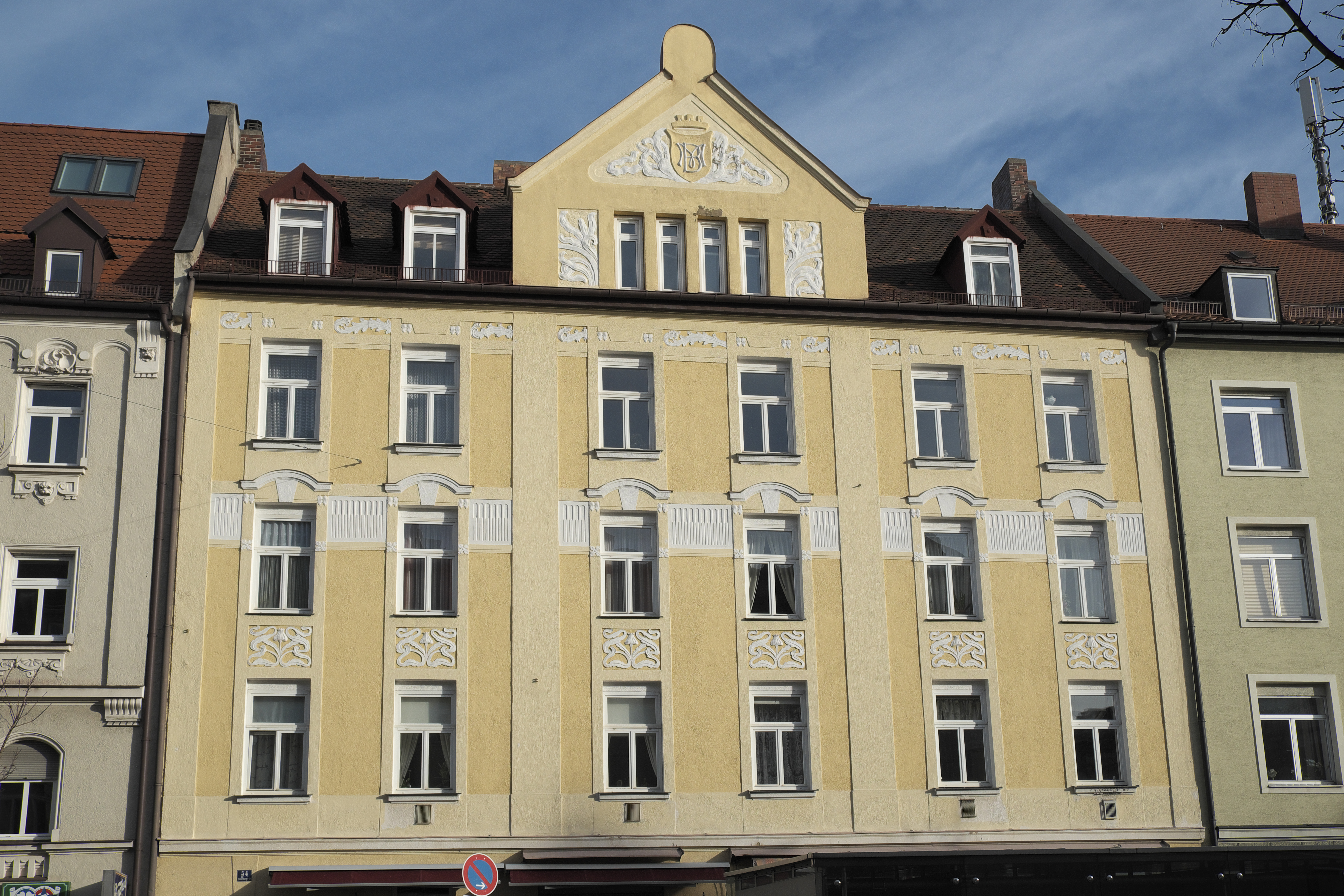
Haus Donnersbergerstraße 54 in München-Neuhausen

Das Haus Donnersbergerstraße 54 ist ein denkmalgeschütztes Mietshaus im Münchner Stadtteil Neuhausen.
Das Gebäude im Jugendstil, mit reichem Stuckdekor, wurde Anfang des 20. Jahrhunderts errichtet.